# Desavsko-wörlitzská zahradní říše
Dessau-Wörlitzer Gartenreich (česky Desavsko-wörlitzská zahradní říše) je jeden z prvních a největších anglických parků v Německu a kontinentální Evropě. Je souborem přírodních a architektonických památek od druhé poloviny 18. století do první poloviny 19. století. Od listopadu roku 2000 je tato říše zapsána v modré knize Světového dědictví UNESCO.

## Historie
Park byl vybudován na místě desavského barokního parku, zámeckého parku Wörlitz a několika okolních vesnic ve druhé polovině 18. století podle návrhu architekta Fridricha Wilhelma Erdmannsdorffa na podnět sasko-anhaltského knížete Leopolda III. Oba byli tvůrci konceptu životního prostředí  osvícenství, který překonal pojetí tradičních barokních zahrad. Barokní zámky ponechali, ale barokní pavilony a sochařskou dekoraci nahradili antikizujícími stavbami klasicismu, romantickou architekturou novogotiky a orientalismu.

## Popis
Zahrada se souborem čtyř desítek historických staveb se rozkládá na ploše 142 km² uprostřed biosférické rezervace Mittelelbe, mezi městy Dessau a Wörlitz ve spolkové zemi Sasko-Anhaltsko. K přírodním památkám patří jezero se sítí vodních cest, po nichž se dříve turisté projížděli na loďkách (nyní se jezdí jen po jezeře). Architektura zahrnuje 6 zámků, několik domů, 12 vyhlídkových věží, antikizující chrámky, pavilóny a altány, 11 kostelů, desavskou zoologickou zahradu, mauzoleum a hřbitov. Ze zničených budov byly v nedávné době zrekonstruovány: vyhlídková věž Wallwitzburg a průčelí historizujícího hrádku Gustavusburgu, upomínající na švédsko-saskou bitvu třicetileté války u Desavy z roku 1626. 
Hlavní památky
- Zámek Wörlitz s Wörlitzkým zámeckým parkem, jezerem a novogotickým kostelem sv. Petra
- Novogotický dům ve Wörlitzkém parku
- Barokní zámek a kostel Oranienbaum
- raně gotický kostel v Goltewitz (místní část Oranienbaumu)
- Zámek a kostel Mosigkau
- Zámek a park Luisium
- Zámek Großkühnau
- Zámek Georgium (sídlo Anhaltské obrazárny Dessau)
- Mauzoleum rodiny knížete Nikolaje Abramoviče Putjatina († 1830)
- Desavský hřbitov
- Pagoda
- Vyhlídková věž Wallwitzburg (rekonstrukce)
- Park s antickým chrámem na Sieglitzkém vrchu

## Galerie

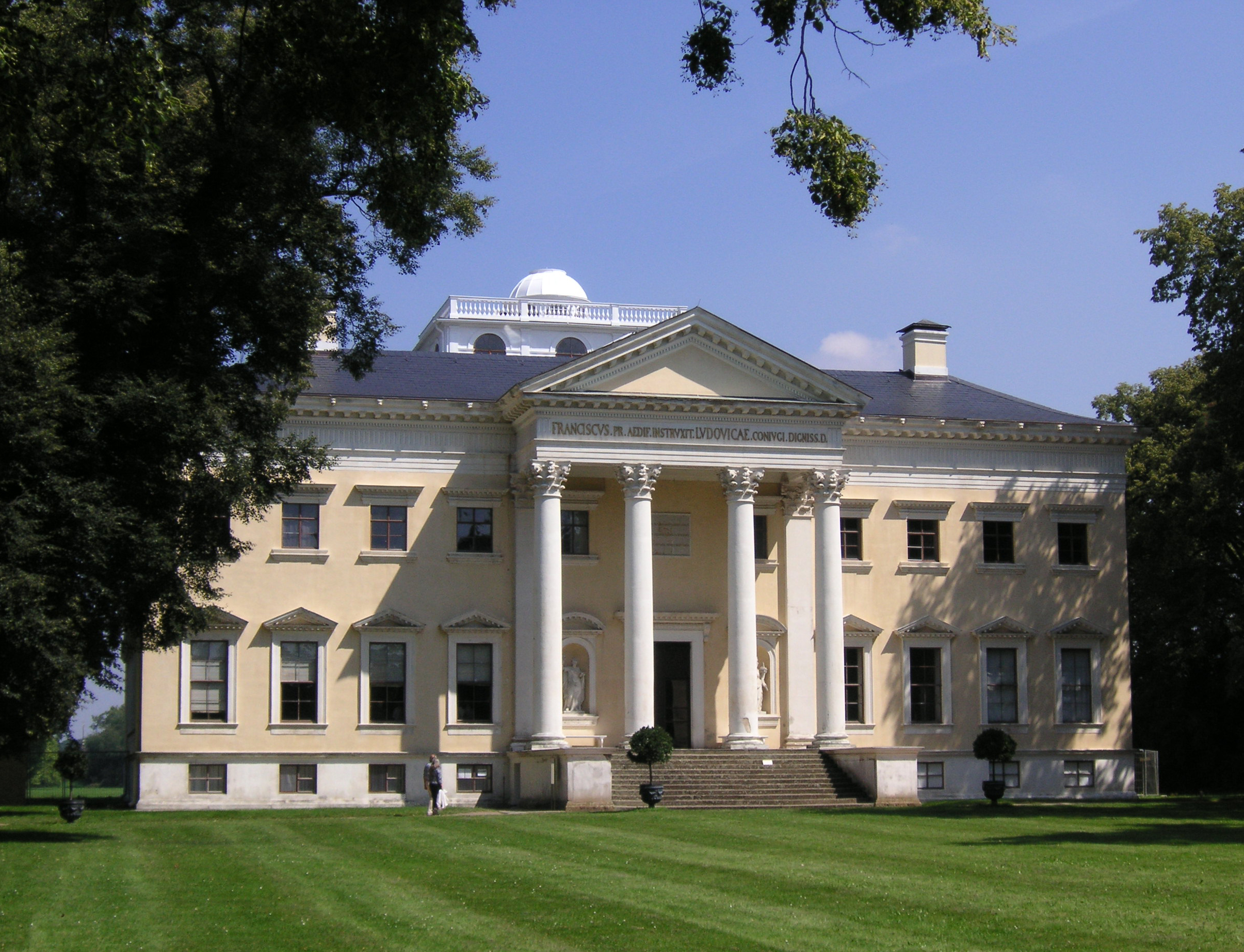
Zámek Wörlitz
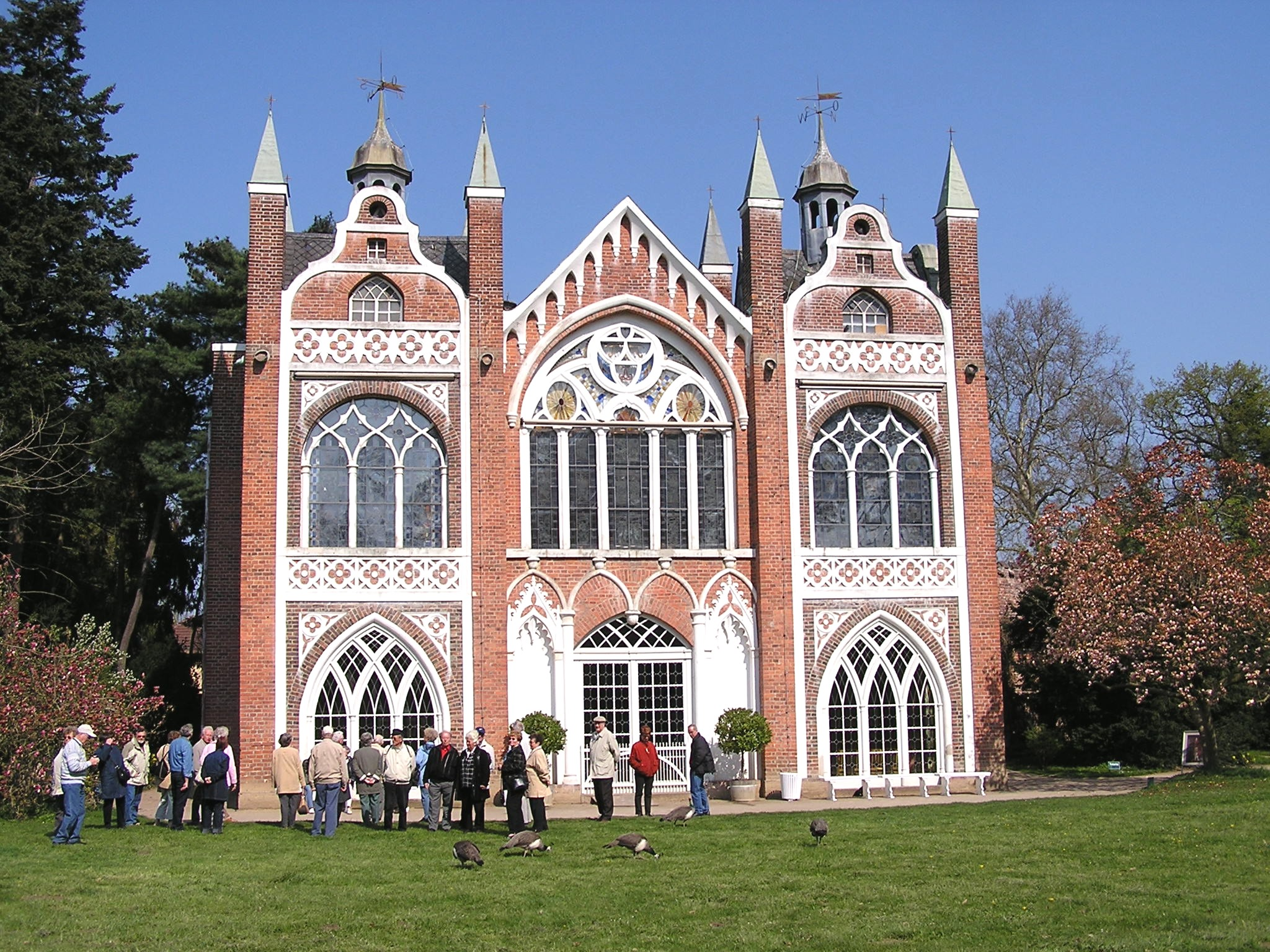
Novogotický dům
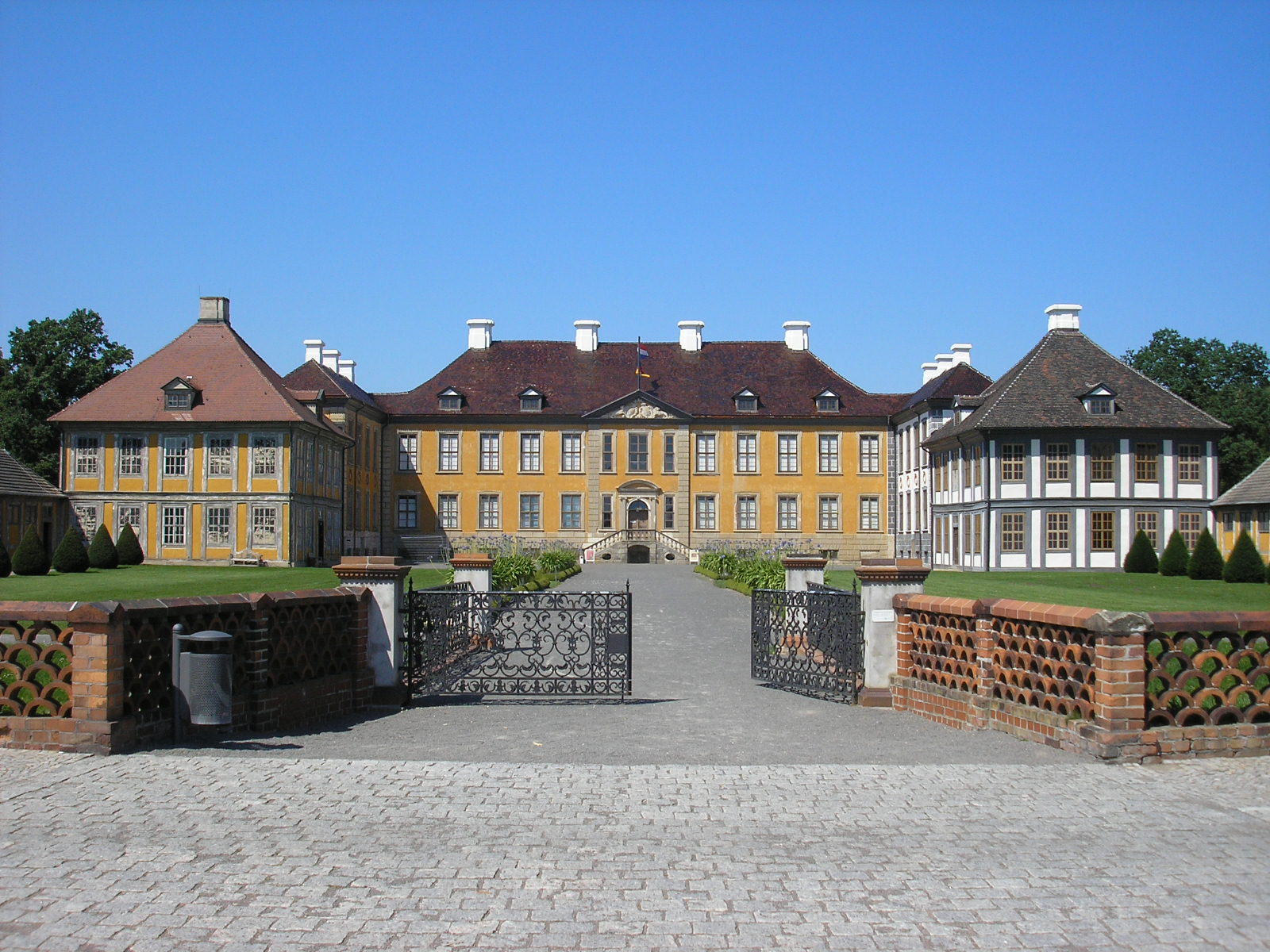
Zámek Oranienbaum
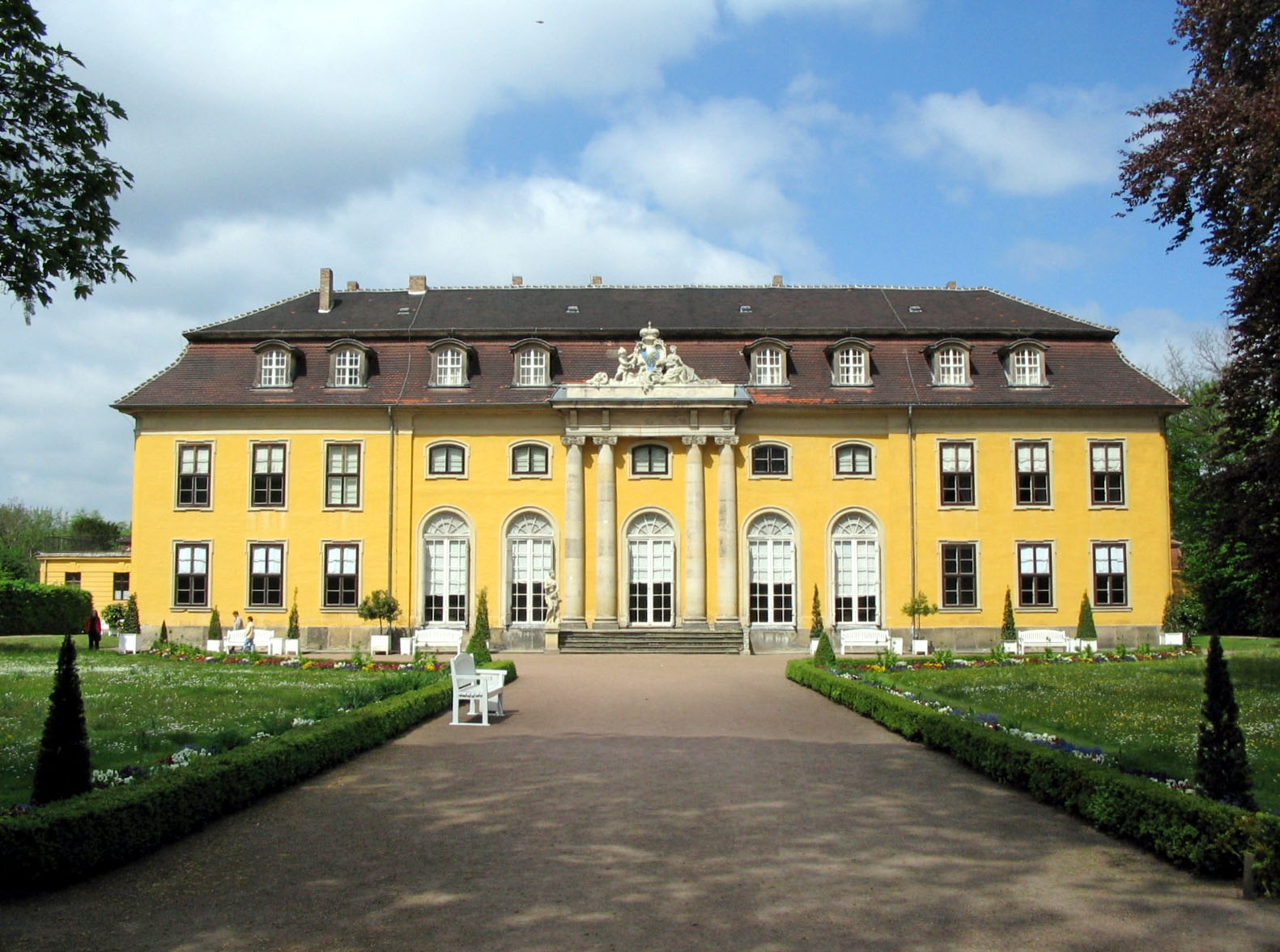
Zámek Mosigkau
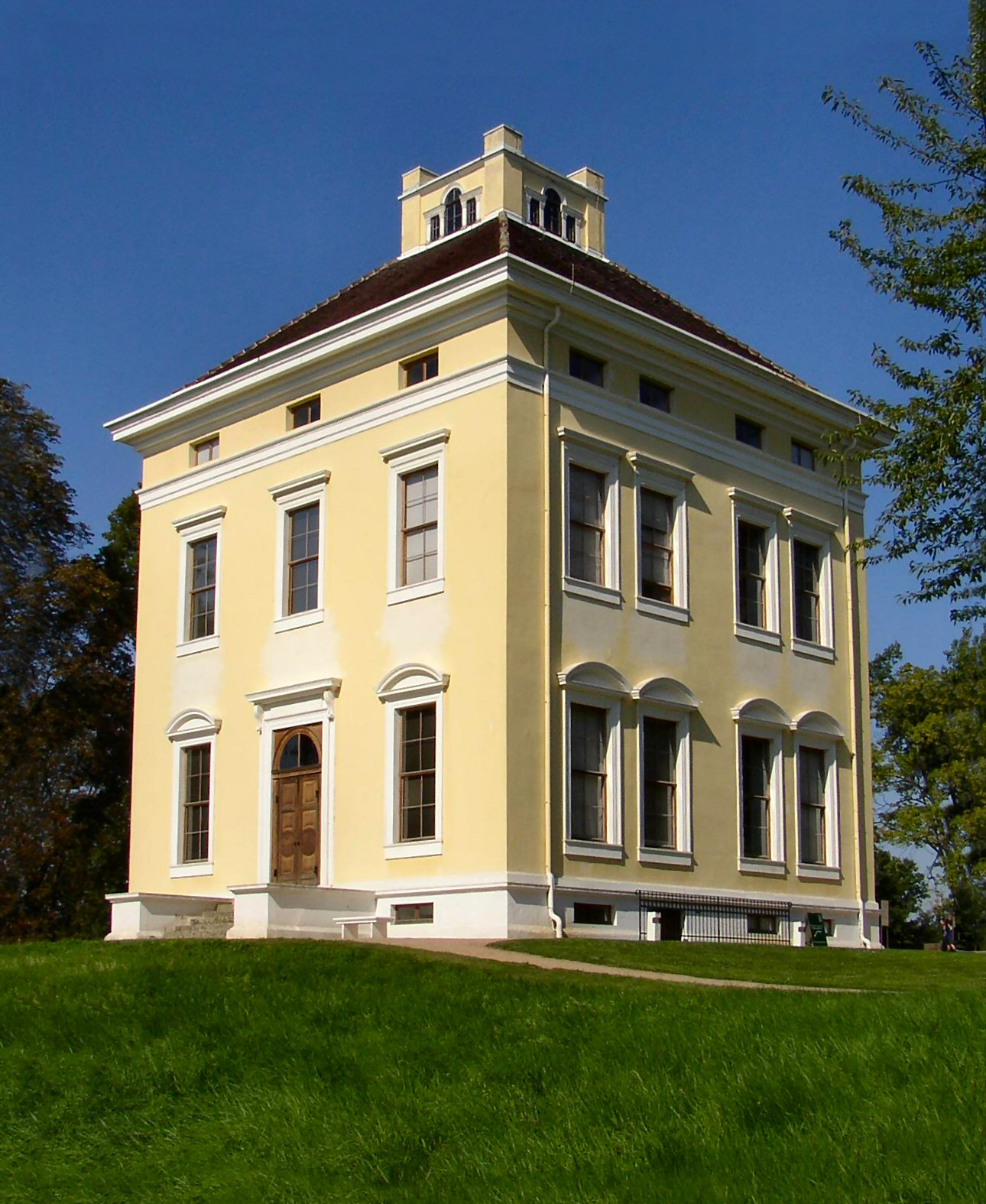
Zámek a park Luisium
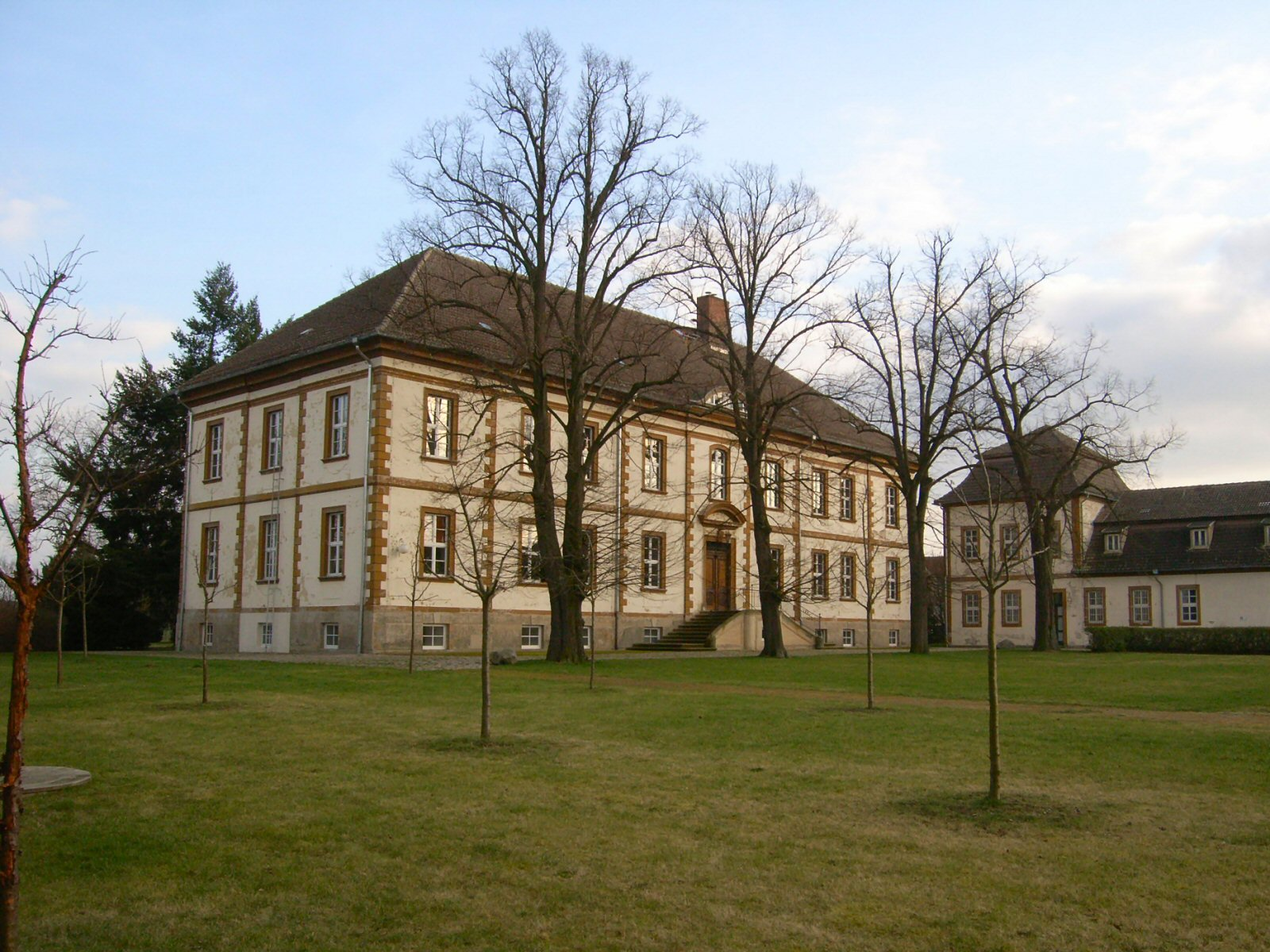
Zámek Grosskühnau
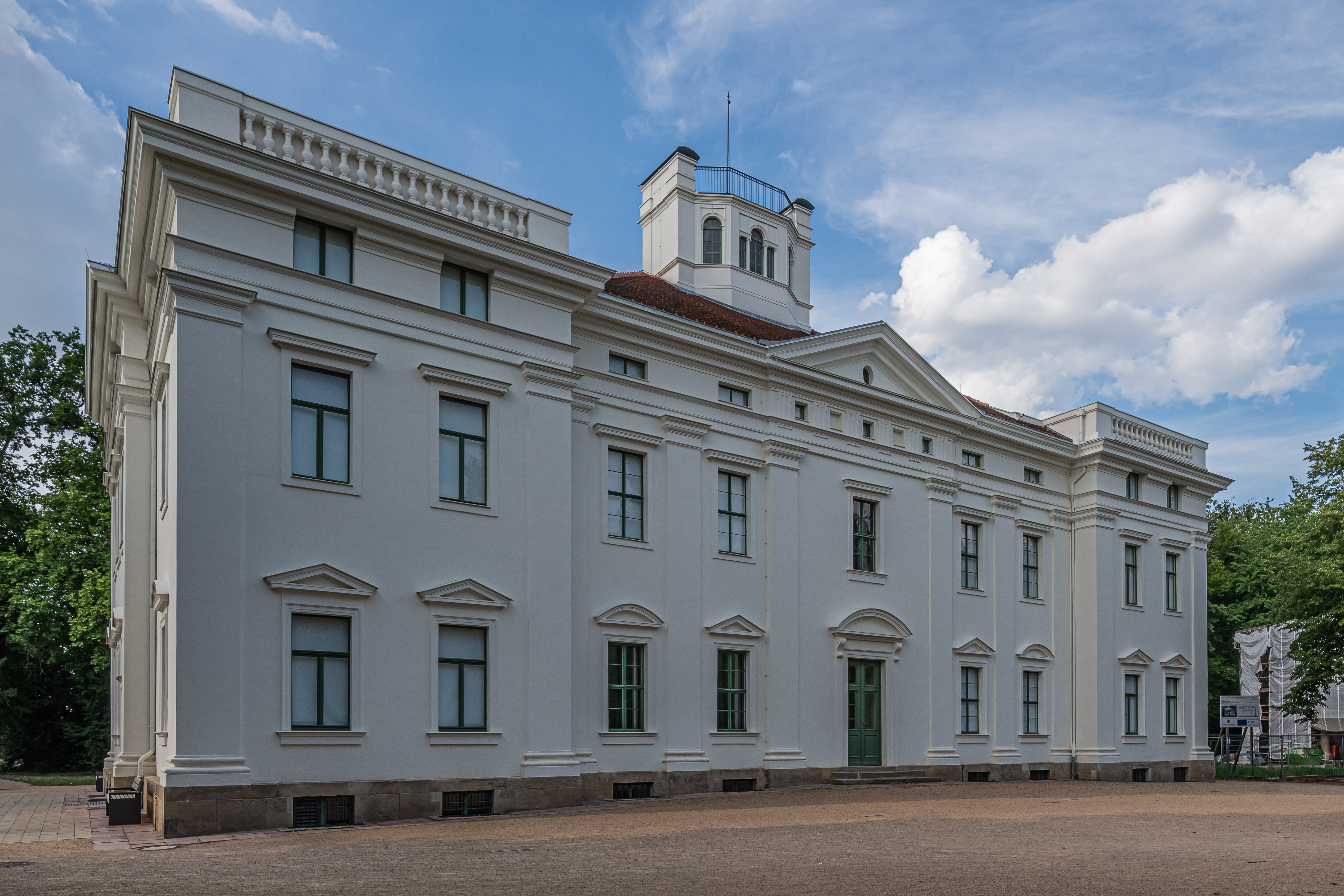
Zámek Georgium
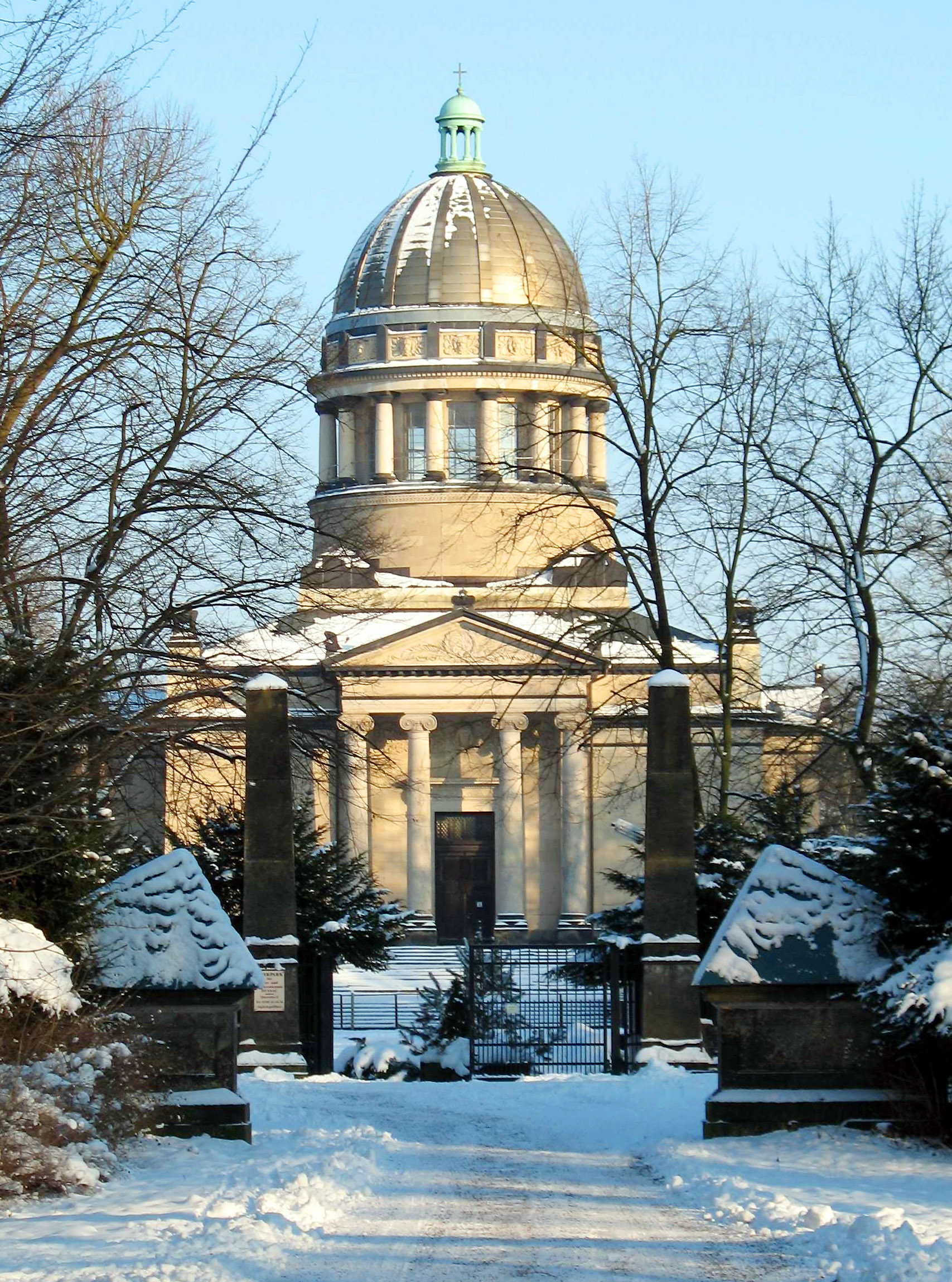
Mausoleum Georgium
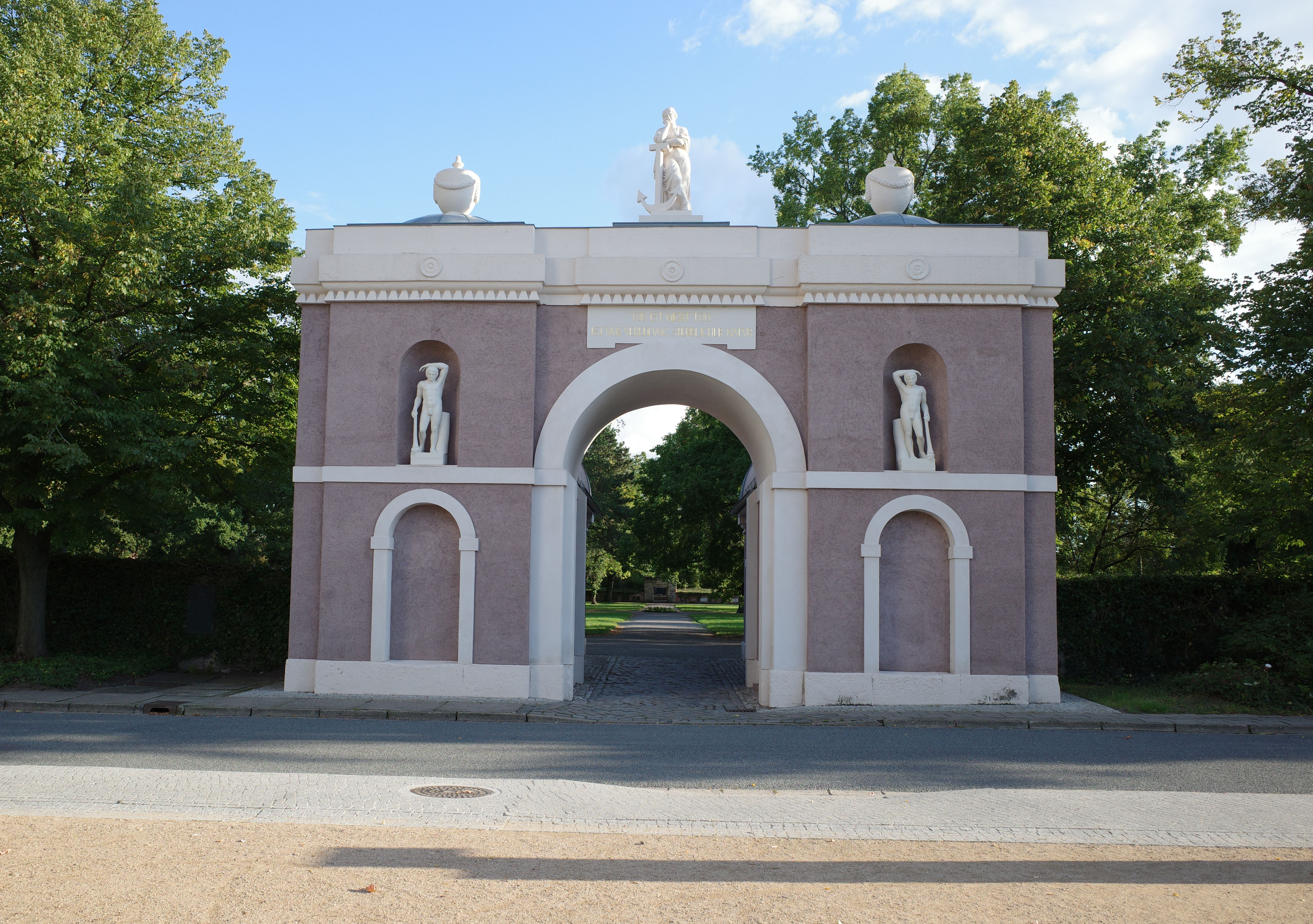
Brána Desavského hřbitova
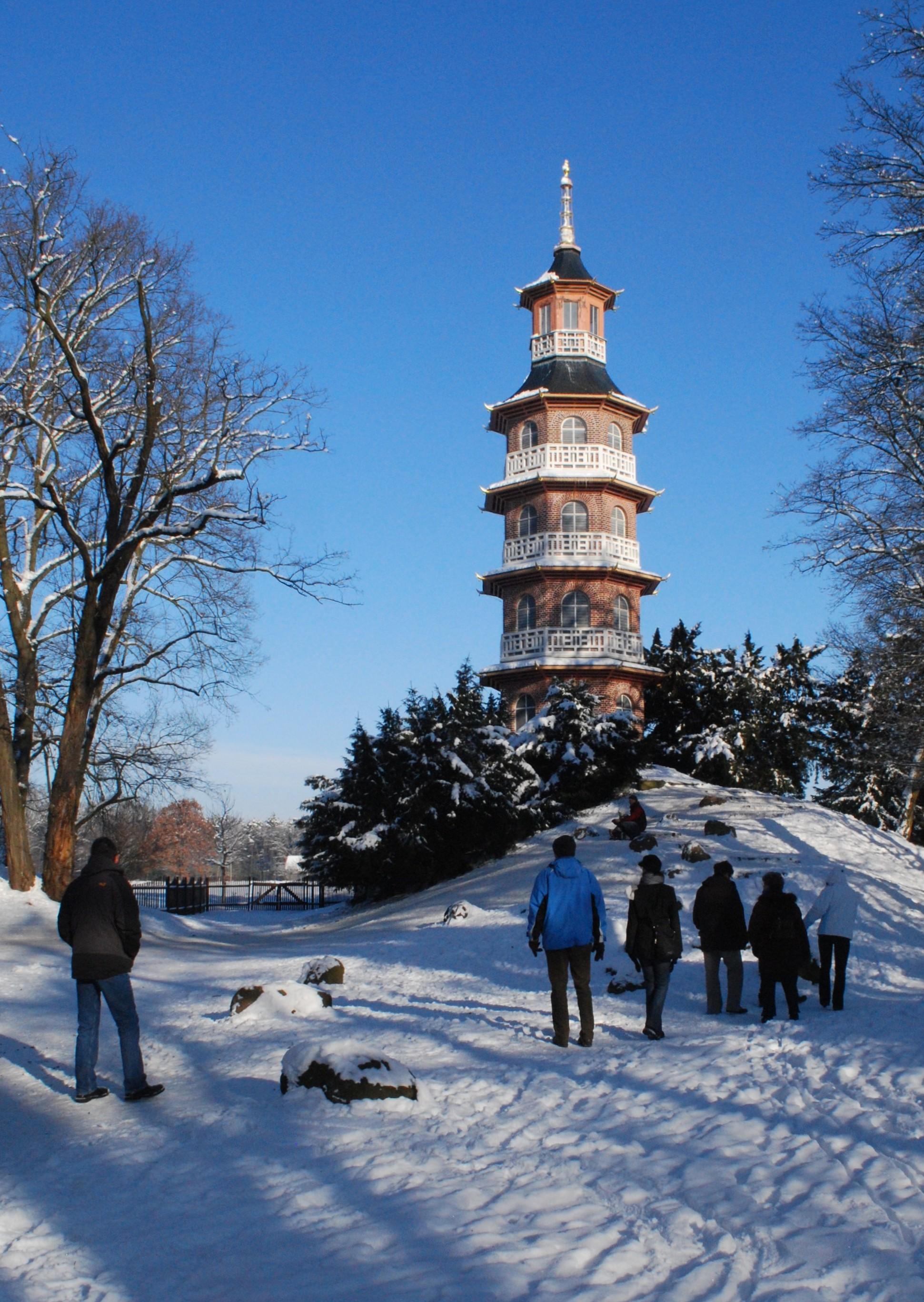
Pagoda, Oranienbaum
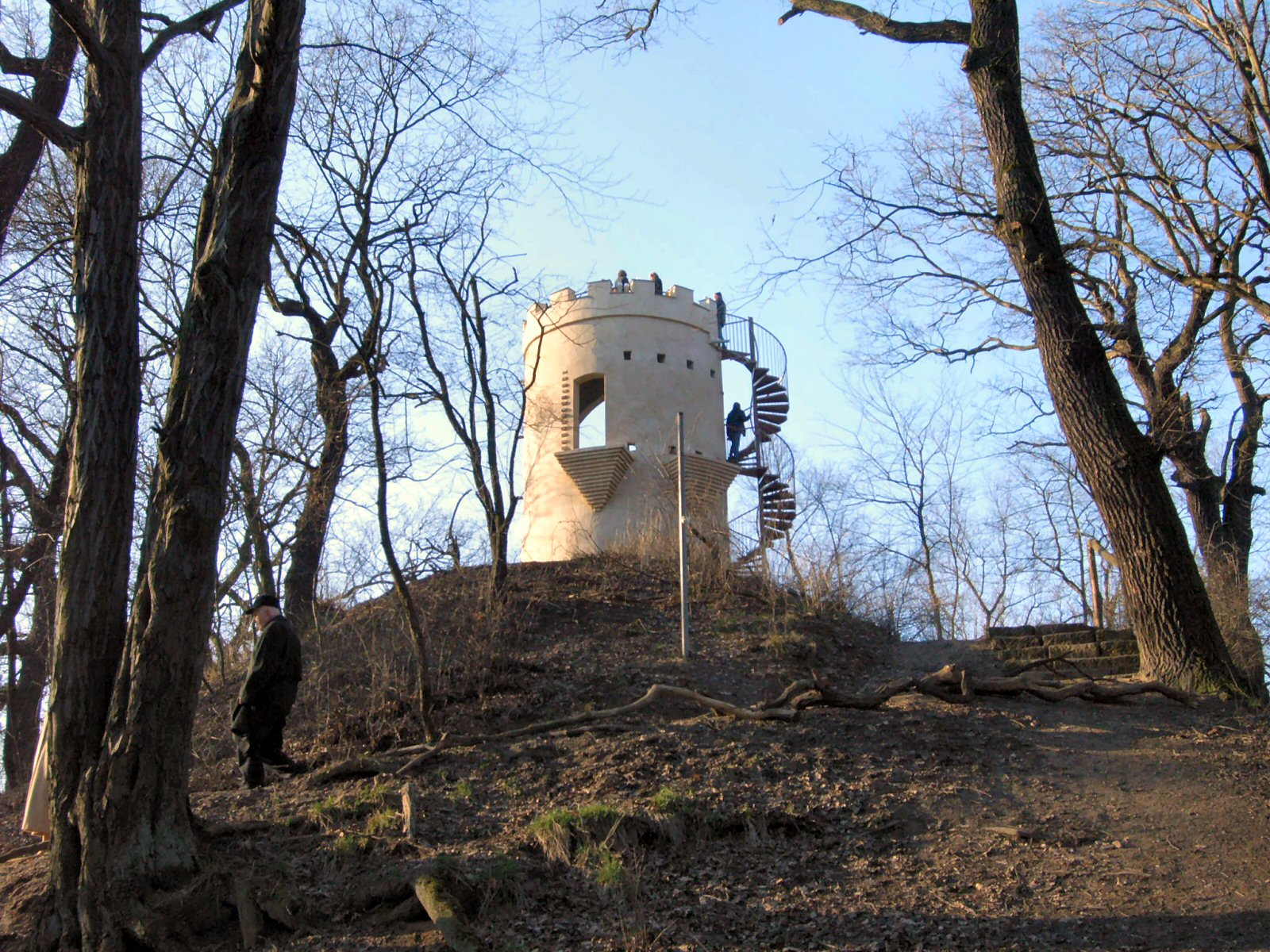
Wallwitzburg
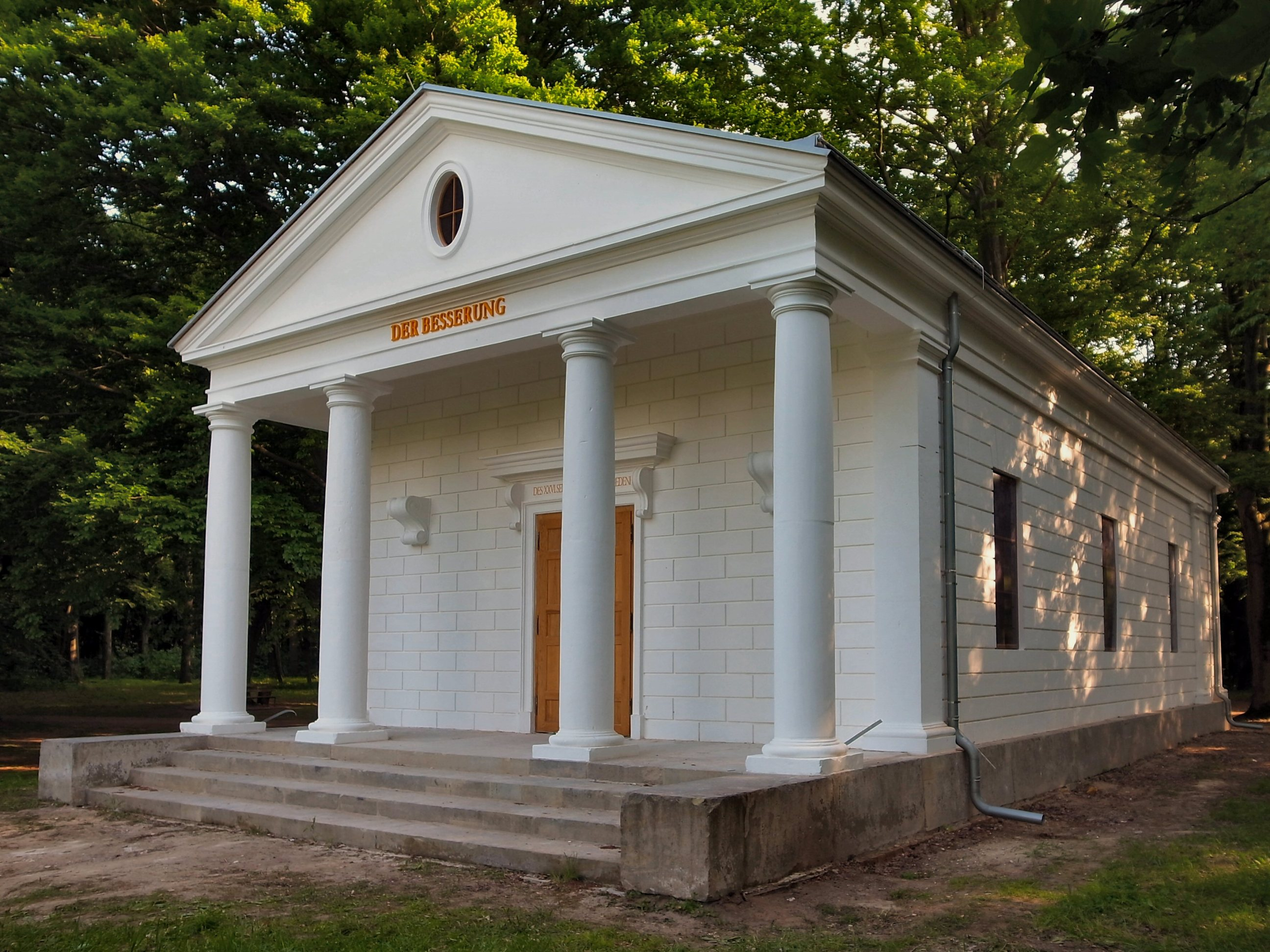
Chrám, Sieglitzký park